# 영암종합운동장
영암종합운동장(靈岩綜合運動場, Yeongam Stadium)은 대한민국 전라남도 영암군에 있는 스포츠 시설이다. 천연잔디 필드와 우레탄 트랙이 갖춰진 경기장이며, 1988년 12월에 준공되었다. 2018년 5월에 리모델링 공사가 완공된 후 '영암공설운동장'에서 '영암종합운동장'으로 명칭이 변경되었다. 영암종합스포츠타운의 주경기장으로 사용되고 있다.

## 참고 문헌
- “영암종합스포츠타운”. 《영암군 OK통합예약》. 영암군청.
- “영암군 체육시설”. 《영암군청》. 영암군청.
- 〈영암종합운동장〉. 《한국향토문화전자대전》. 한국학중앙연구원.[깨진 링크(과거 내용 찾기)]
- 《2020년 전국 공공체육시설 현황 (2019년말 기준)》. 대한민국 문화체육관광부. 2021.
- 《2023 전국 공공체육시설 현황 (2022년 12월말 기준)》. 대한민국 문화체육관광부. 2024.

## 같이 보기
- 영암종합스포츠타운